# Родничок (Ульяновская область)
Родничок — посёлок в Тереньгульском районе Ульяновской области. Входит в состав Подкуровского сельского поселения.

## История
В 1986 г. указом ПВС РСФСР посёлок крахмального завода переименован в Родничок.

## Население
| 2010 |
| ---- |
| 18   |